# Filippo Turati
Filippo Turati ( Italiano: [fiˈlippo tuˈraːti] ; 26 de novembro de 1857 - 29 de março de 1932) foi um sociólogo, poeta e político socialista italiano.

## Biografia
Nascido em Canzo, província de Como, formou-se em direito pela Universidade de Bolonha em 1877, e participou do movimento Scapigliatura com os mais importantes artistas do período em Milão, publicando poesia. Seu Inno dei Lavoratori (" Hino dos Trabalhadores"), adaptado para música, tornou-se a canção mais popular do nascente movimento trabalhista .
Turati se interessou pela política, sendo atraído pelo movimento democrático antes de ingressar em grupos socialistas mais específicos. Seu trabalho sociológico mais importante desse período é Il Delitto e la Questione Sociale, no qual ele examina como as condições sociais afetam o crime. Ele conheceu Anna Kulishov enquanto fazia pesquisas sobre as condições sociais em Nápoles. Kulishov, um exilado russo, tornou-se companheiro do líder anarquista Andrea Costa - e quando ela se converte ao socialismo não-anarquista, Costa a segue, prestando homenagem a ele. . Kulischov e Costa se separaram quando conheceram Turati. Os dois se apaixonaram imediatamente e viveram juntos até a morte dela em 1925.
Na França, Turati teve um relacionamento próximo com o advogado italiano Giuseppe Leti (1866–1939), ex-chefe do Conselho Supremo da Maçonaria Nacional do Rito Escocês que residiu na França de 1929 a 1937. Leti conhecia outros políticos antifascistas italianos, como Francesco Saverio Nitti, Alberto Cianca, Pietro Nenni, Emanuele Modigliani e Emilio Lussu .

## Partido Socialista

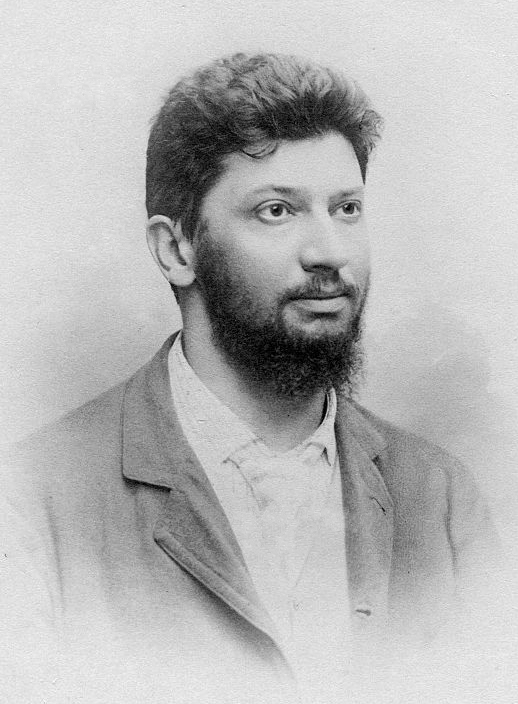
Filippo Turati durante a década de 1890

Turati se juntou ao Partido Socialista dos Trabalhadores Italianos (POI) em 1886. Ele e Anna Kulischov foram os intelectuais mais instrumentais envolvidos na fundação do Partido Socialista Italiano (PSI) em 1892 (que adotou esse nome em 1895). Eram reformistas, acreditando que o socialismo viria aos poucos, principalmente por meio da ação no parlamento italiano, organização sindical e educação, divulgando suas ideias por meio de sua revista Critica Sociale – revista fundada por seu amigo Arcangelo Ghisleri sob o título Cuore e Critica . Foi a revista marxista mais influente na Itália antes da Primeira Guerra Mundial. Fechada pelo regime fascista de Benito Mussolini, foi restabelecida após a Segunda Guerra Mundial e ainda está em circulação.
Nos anos seguintes à fundação do partido, o governo italiano tentou suprimi-lo. Turati defendeu alianças com outras forças democráticas italianas, com o objetivo de derrotar as políticas reacionárias do governo e promover as causas de esquerda . Em 1898, Turati foi preso e acusado de ser o inspirador da revolta popular que estourou em todo o país contra o aumento do preço do pão. Ele foi libertado no ano seguinte.
Sob o primeiro-ministro Luigi Pelloux, o país era governado por políticos altamente conservadores que encontraram forte resistência da esquerda e, em 1899, foram derrotados em grande parte graças às políticas do PSI. Em 1901, Giuseppe Zanardelli, um liberal, tornou-se primeiro-ministro - acompanhado por Giovanni Giolitti como ministro do Interior - Giolitti que dominaria a política italiana até 1915. Este gabinete liberal corria o risco de perder uma votação no Parlamento, com a possibilidade de que um político mais conservador, Sidney Sonnino, chegasse ao poder; Turati pediu que os deputados socialistas votassem no governo Zanardelli. Quando o Diretório do partido se recusou a sancionar a votação, ele convenceu os deputados a fazê-lo de qualquer maneira.
A votação trouxe à tona a incipiente divisão do partido entre as alas direita e esquerda, ainda que o governo liberal tenha concedido o direito de greve aos trabalhadores, e apesar do fato de que a onda grevista subsequente resultou em melhores condições na indústria e no campo . Entre 1901 e 1906, o poder no partido oscilou entre os reformistas liderados por Turati e os revolucionários sob vários líderes. Depois de 1906, surgiram divisões entre os próprios reformistas. Em 1912, como resultado da reação socialista contra a Guerra Ítalo-Turca (1911-1912), os revolucionários assumiram o partido. Benito Mussolini, um de seus líderes, tornou-se editor do jornal do partido Avanti! ; Turati se opôs a Mussolini, mas não conseguiu desalojá-lo. Ele havia se oposto ao conflito, e se oporia à entrada da Itália na Primeira Guerra Mundial – enquanto Mussolini passou a uma posição irredentista (e chegou a ser expulso do PSI após defender a entrada da Itália nas Potências da Entente ). Apesar de ser um pacifista em junho de 1918, ele apoiou fortemente o exército italiano que lutava na Batalha de Solstizio .

## Oposição ao fascismo

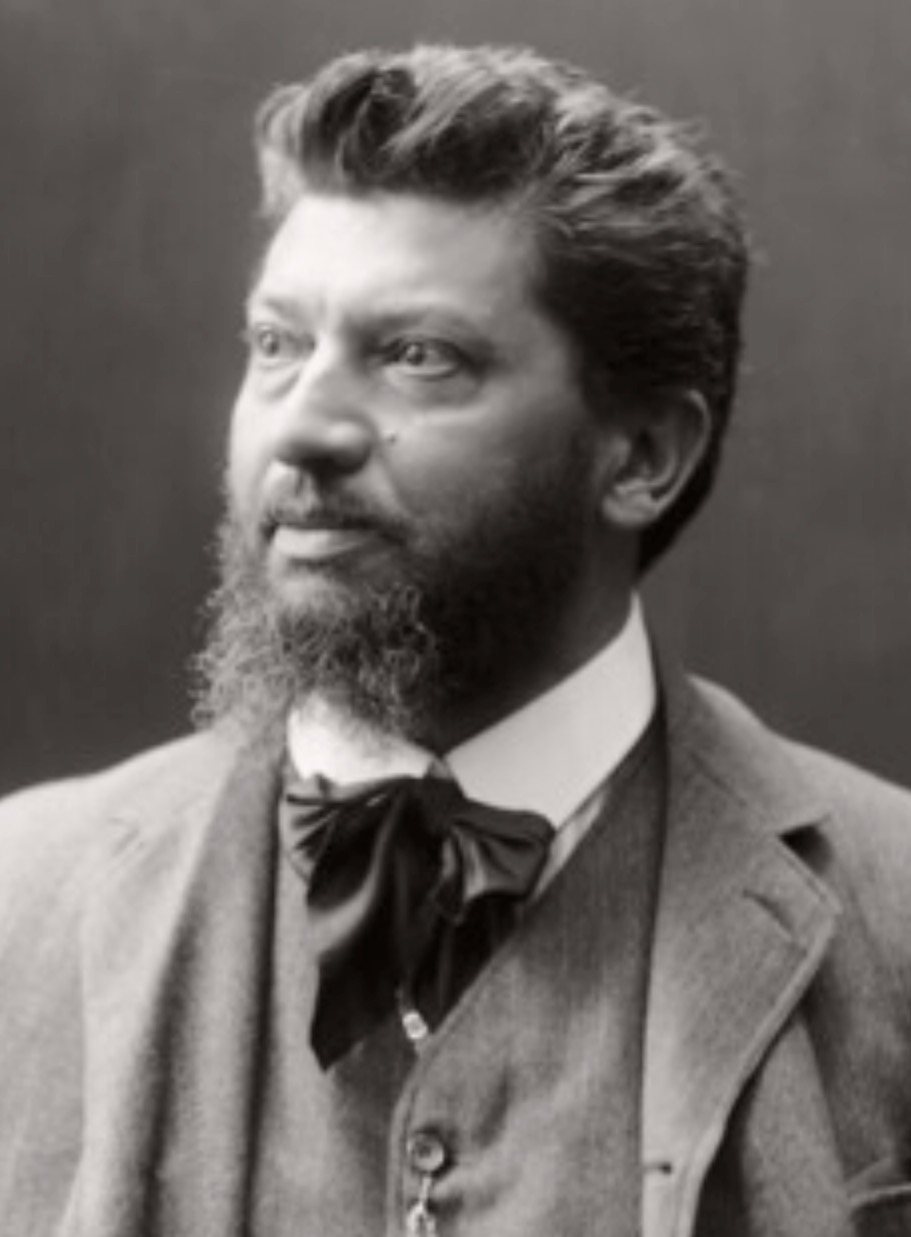
Um retrato oficial de Turati

Após a Primeira Guerra Mundial, Mussolini criou os Fasces de Ação Revolucionária paramilitares, então renomeados Fasces of Italian Combat em 1919 e finalmente Partido Nacional Fascista em 1921, e ele chegou ao poder em 1922 (após a Marcha sobre Roma ). Filippo Turati e Anna Kulischov, que conheciam bem Mussolini, eram grandes opositores do fascismo, e viviam sob constante vigilância e ameaças. Em uma série de discursos prescientes, Turati argumentou que o novo programa revolucionário adotado pelo PSI em 1919 levaria ao desastre e defendeu alianças políticas com outros oponentes do fascismo. Essa política foi rejeitada e o PSI se dividiu em 1921, com a formação do Partido Comunista da Itália . Em 1922, quando o grupo de Turati foi expulso e estabeleceu um novo grupo, o Partido Socialista Unitário (PSU). Em 1924, o discípulo de Turati e secretário do PSU, Giacomo Matteotti, foi assassinado por Ceka de Mussolini; esse evento seminal levou Mussolini a formalizar sua ditadura entre 1925 e 1926.
Em 1926, Turati fugiu da Itália em uma fuga dramática para a França - auxiliado por Riccardo Bauer, Carlo Rosselli, Ferruccio Parri, Sandro Pertini (o futuro presidente da República Italiana ) e Adriano Olivetti, da empresa de máquinas de escrever homônima . Em Paris, ele era a alma da resistência antifascista não comunista, viajando pela Europa e alertando os democratas sobre o perigo fascista – que ele via como um fenômeno com consequências de longo alcance. Ele morreu na capital francesa em março de 1932.
Após a Segunda Guerra Mundial, os restos mortais de Turati foram transferidos para o Cimitero Monumentale de Milão, onde foi enterrado ao lado de Anna Kulischov.
No filme de Florestano Vancini O Assassinato de Matteotti (1973), Turati é interpretado por Gastone Moschin .